# 千鳥抄
『千鳥抄』（ちどりしょう）は、『源氏物語』の注釈書である。『源氏物語千鳥抄』（げんじものがたりちどりしょう）あるいは『源氏物語難儀抄』（げんじものがたりなんぎしょう）と呼ばれることもある。

## 概要
『河海抄』の著者である四辻善成が至徳3年（1386年）7月26日から嘉慶2年（1388年）11月30日にかけて30数回にわたって行った『源氏物語』についての講義の内容を、聴講者の一人だった大内氏の家臣平井相助が30年以上経過した応永26年（1419年）3月下旬になって当時の記録を元にとりまとめ、これを主君の大内持世に献上したものが本書である。講義の後で平井が四辻にさまざまな質問して得た回答も含めたもので、聞書形態の注釈書としては最も古い時代に成立したものである。またこれ自体が『源氏物語』の全巻に亘る講義が行われた最も古い記録でもある。写本には1巻のものと2巻のものとがある。